# Batalha de Jarablus
A Batalha de Jarablus foi uma operação militar, liderada pelas Forças Armadas da Turquia, apoiado por grupos ligados ao Exército Livre da Síria e por forças especiais dos Estados Unidos, para libertar a cidade de Jarablus do Estado Islâmico, e, também, impedir o avanço das Forças Democráticas Sírias sobre a cidade.
Esta operação deu início a intervenção turca na Guerra Civil Síria, conhecida como "Escudo do Eufrates", e, culminou na rápida conquista de Jarablus, e, assim, o Estado Islâmico perdeu a sua última grande localidade junto da fronteira com a Turquia.